# Corien Botman
Corien Botman (Hoorn, 2 mei 1961) is een Nederlands kinderboekenschrijfster en voormalig journalist.

## Biografie
Botman groeide op in Hoorn. Na haar middelbareschooltijd studeerde zij Nederlandse taal- en letterkunde aan de Universiteit Leiden en Spaans in Barcelona. Ze vestigde zich vervolgens in Oegstgeest. Botman is getrouwd en heeft twee zonen.
Na een loopbaan als journalist en tekstschrijver debuteerde zij in 2003 als kinderboekenschrijfster met de roman Leif, mijn lief. Haar tweede boek, Schaduwspits (2005), werd onderscheiden met een Tip van de Jonge Jury. In 2008 verscheen Prinsenleven, dat genomineerd werd voor de Kinderboekwinkel Publieksprijs.
In 2009 publiceerde zij Hou van mij, het vierde deel in de Slash-serie, waarin waargebeurde verhalen van jongeren in romanvorm worden verteld. Haar vijfde en laatste boek, Boyd was hier, verscheen in 2015.